# Pianoconcert nr. 3 (Rachmaninov)

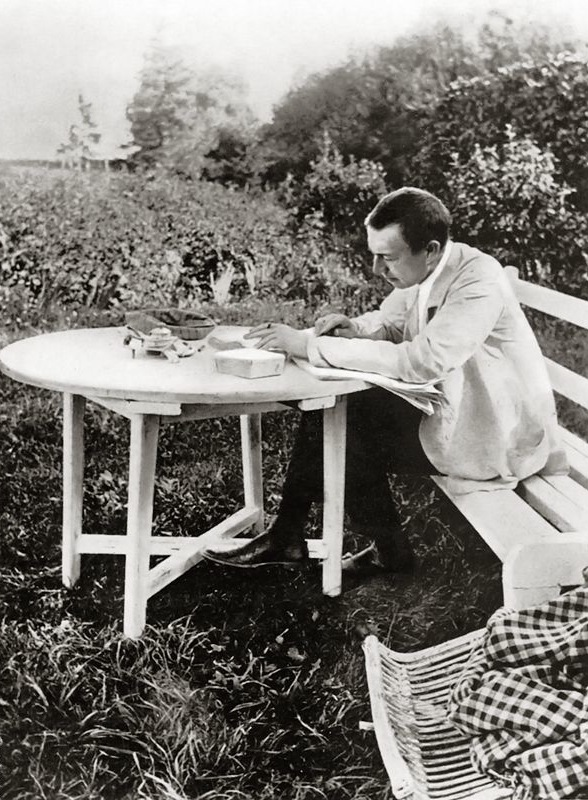
Rachmaninov corrigeert de drukproeven van zijn derde pianoconcert op het landgoed Ivanovka (1910).

Het pianoconcert nr. 3 in d mineur, opus 30 van de Russische componist Sergej Rachmaninov (1873-1943) is een driedelige compositie voor piano en symfonieorkest.
Het geldt als een van de meest succesvolle werken van Rachmaninovs oeuvre en behoort tezamen met het tweede pianoconcert (op. 18) tot zijn beste werken voor piano en orkest.
Rachmaninovs derde pianoconcert wordt beschouwd als een van de moeilijkste werken uit de gehele pianoliteratuur en geldt daarom als een uitdaging voor vele professionele pianisten. Het wordt dan ook regelmatig op concoursen uitgevoerd. De moeilijkheidsgraad bezorgde het stuk een zekere reputatie; Józef Hofmann, aan wie Rachmaninov het werk opdroeg, voerde het werk nooit uit onder het mom van dat "het niets voor hem was". De pianist Gary Graffman vond het jammer dat hij het concert in zijn jeugdige jaren nooit had geleerd omdat "hij toen nog te jong was om angst te kennen".
Deze van de pianist bijzonder veeleisende compositie staat steevast op het programma van de finaleweek van de Belgische Koningin Elisabethwedstrijd.

## Geschiedenis
Sergej Rachmaninov schreef het pianoconcert in de zomer van 1909 op het landgoed Ivanovka, de zomerresidentie van de familie. Het werk werd voltooid op 23 september 1909. Rachmaninov schreef het werk niet om zijn kwaliteiten als componist tot uitdrukking te laten komen, maar juist zijn kwaliteiten als pianist (hij trad bij zijn eigen werk voor piano en orkest niet als dirigent maar als pianist op). Desalniettemin is het werk van een hoge compositorische kwaliteit.
Rachmaninov kon het stuk niet in Rusland oefenen wegens tijdgebrek. Hierdoor was hij genoodzaakt het stuk te studeren op een "stil toetsenbord" dat hij meenam op de boot naar de Verenigde Staten van Amerika.
De première van het concert vond plaats op 28 november door Rachmaninov zelf met het nu niet meer bestaande "New York Symphon Society" met Walter Damrosch als dirigent. Een tweede opvoering vond nog plaats onder Gustav Mahler een aantal weken later.

## Beschrijving
De vorm van een standaardconcert volgend, bestaat het concert uit drie delen. Het tweede en derde deel gaan zonder pauze in elkaar over (attacca). Het pianoconcert kenmerkt zich door de lyrische, melancholische ('Rachmaninoviaanse') thema's, de harmonieuze wisselwerking tussen piano en orkest (dat in tegenstelling tot diverse andere Romantische pianoconcerten een duidelijke inhoudelijke inbreng heeft), en de grote contrasten (zo is het zeer eenvoudige openingsthema in de grote cadens van het eerste deel omgevormd tot een complex en bijna gewelddadig thema. Het concert duurt circa 45 minuten.

### I.Allegro ma non tanto
De piano valt, zoals bij al Rachmaninovs pianoconcerten, vroeg in. In tegenstelling tot andere pianoconcerten in de Romantische traditie (Rachmaninovs drie overige pianoconcerten incluis) maakt de pianopartij geen pompeuze entrée: na twee maten orkestrale introductie brengt de piano een eenvoudig en sober hoofdthema ten gehore. Dit thema kent in dit deel een uitgebreide en kleurrijke doorwerking. Het lyrische tweede thema (v.a. maat 108) heeft een Romantisch karakter. Het hoofdthema verschijnt nog tweemaal in de oorspronkelijke vorm.

#### Cadens
In het eerste deel wordt een aantal grote climaxen bereikt, in het bijzonder in de cadens (v.a. maat 304), die een van de indrukwekkendste passages uit de pianoliteratuur bevat. Rachmaninov componeerde twee versies: een 'zware' cadens (75 maten) die vrijwel uitsluitend uit akkoorden bestaat, en later een kortere 'lichtere' cadens in toccatastijl (59 maten). De pianist is vrij een van de twee versies te spelen. Doorgaans wordt de iets makkelijkere lichte cadens uitgevoerd. De oorspronkelijke zware cadens wordt (daarom) in de partituur als ossia (dat wil zeggen als een alternatieve versie) gedrukt. De zware heeft een meer episch karakter en lijkt misschien meer op een afsluiting van het deel, terwijl dat nog niet bereikt is. In de climax van beide versies komt het hoofdthema terug, zij het in een veel complexere vorm. Vooral de climax van de zwaardere versie vereist een uitmuntende technische vaardigheid van de pianist. Hoewel die passage allegro molto (zeer snel) uitgevoerd dient te worden, slagen weinigen hier in. De climax wordt dan in vertraagd tempo gespeeld, hetgeen door connaisseurs soms als storend wordt ervaren.

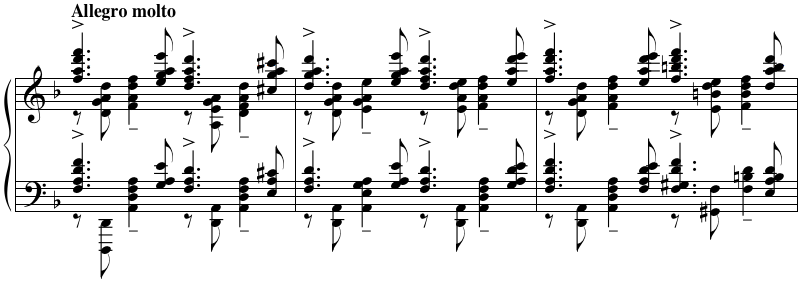
Een passage uit de 'zwaardere' cadens (als ossia) uit het eerste deel.

Hoewel er aanwijzingen zijn dat Rachmaninov een voorkeur had voor de zwaardere cadens voert hij in de opname van 1939-1940 de lichtere uit; vermoedelijk omdat het stuk dan beter op de 78 toerenplaat zou passen. Hiertoe heeft hij ook sommige secties uit de partituur geschrapt (in deel I o.a. maat 152-159). In de genoemde opname laat hij, waarschijnlijk eerder om artistieke dan om praktische redenen, twee maten van de cadens weg. Vladimir Horowitz placht dat in zijn uitvoeringen van het derde pianoconcert ook te doen.

### II. Intermezzo:Adagio
Het Intermezzo wordt geopend door het orkest en bestaat uit een aantal variaties rondom een romantische melodie gevolgd door een thema met een minder strakke melodie. Na het terugkomen van het tweede thema komt het eerste thema weer terug waarop het orkest het Intermezzo lijkt af te sluiten. Het laatste woord is aan de piano in korte cadensachtige passage die middels een attacca overgaat in het Alla Breve. Vele passages doen denken aan Rachmaninov's 2e pianoconcert.

### III. Finale:Alla breve
Het snelle en krachtige derde deel bestaat uit variaties van thema's uit het eerste deel, waardoor de cirkel weer rond is. Het derde deel wijkt af van de standaard sonatevorm. De Finale wordt besloten met een triomfantelijke en gepassioneerde melodie in D majeur. De laatste noten zouden Rachmaninovs muzikale handtekening vormen.

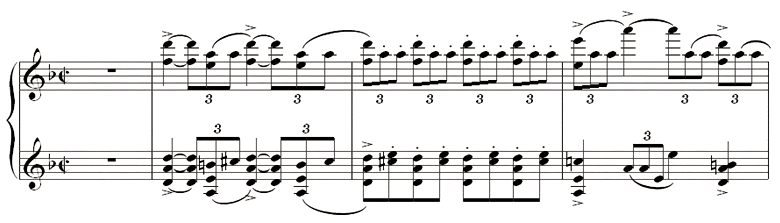
Thema in de pianopartij van de finale (4 aanvangsmaten).